# 톰 클랜시의 스플린터 셀

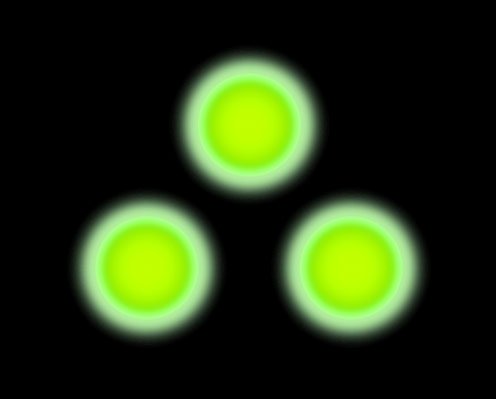
《스플린터 셀》 시리즈를 상징하는 삼중 고글의 형상.

《톰 클랜시의 스플린터 셀》(Tom Clancy's Splinter Cell 스플린터 셀[*])은 2002년부터 발매된 잠입 게임 시리즈로, 미 국가안보국의 비밀 작전 부서 써드 에셜론의 요원인 샘 피셔의 활약을 다루고 있다.
‘스플린터 셀’이라는 브랜드는 미국 작가 톰 클랜시의 회사인 루비콘이 소유하고 있고, 유비소프트는 게임으로 만들 수 있는 라이선스를 받고 있다. 2004년 게임의 인기에 힘입어 데이빗 마이클스라는 필명을 쓰는 다수의 작가에 의해 소설로도 발간되었다.

## 개요
스플린터 셀 시리즈의 기본적인 이야기 구조는 테러리스트들이 정보전을 이용해 공격을 계획하고 샘 피셔가 이를 막는다는 것이다. 그가 받는 임무는 대체로 정보 수집, 혹은 테러리스트의 생포나 제거이고, 그것에서 암행은 가장 중요한 요소이다. 시민이나 적 병사를 물리치거나 그들의 눈에 띌 경우에는 임무를 어렵게 만들거나 실패로 몰고갈 수도 있다. 게임을 가장 부드럽게 진행하는 방법은 누구에게도 보이지 않는 것이다. 길이 아닌 곳을 찾아 지나가고 경비병들의 주의를 다른 곳으로 돌려야 하며, 공격이 필요하다면 신속하고 조용하며 깔끔하게 이루어져야 한다. 게임의 페이스는 보안 등의 복잡한 ‘문제의 해결’, 그리고 ‘재빠른 행동’으로 이루어진다.
〈판도라 투머로〉부터는 2대2 멀티플레이 모드를, 〈혼돈 이론〉부터는 협력 모드(Co-op mode)를 도입했다. 멀티플레이 모드는 각각 스파이와 경비병의 입장에서 서로 상반되는 임무를 수행하며 경쟁하고, 협력 모드에서는 두 명의 스파이 플레이어가 함께 임무를 진행하게 된다.
〈더블 에이전트〉에서는 도덕적 요소를 추가했다. 샘 피셔는 부제인 ‘더블 에이전트’(double agent)가 의미하는 대로 이중 간첩이 되기 위해, 테러 단체에 고용된 현상 수배범이 된다. 플레이어는 피셔의 원래 신분과 테러리스트로서의 가짜 신분 사이에서 충돌하는 목표와 임무를 효율적으로 다루어야 한다. 예를 들어, 테러리스트로서 어떤 사람을 암살해야 한다면, 국가안전보장국으로부터 그 암살을 막으라는 지시를 받을 수 있다. 이런 선택들을 해나가며 테러리스트의 신뢰와 원래의 임무를 완수하는 것 사이에 균형을 이루어야만 한다.

## 게임
| 게임                                   | 게임랭킹스 | 메타크리틱                                                     |
| -------------------------------------- | ---------- | -------------------------------------------------------------- |
| 톰 클랜시의 스플린터 셀                | -          | (Xbox) 93 (PC) 91 (PS2) 89 (GC) 89 (GBA) 77                    |
| 톰 클랜시의 스플린터 셀: 판도라 투머로 | -          | (Xbox) 93 (PS2) 87 (PC) 87 (GC) 78 (GBA) 68                    |
| 톰 클랜시의 스플린터 셀: 혼돈 이론     | -          | (Xbox) 94 (PC) 92 (PS2) 87 (GC) 81 (3DS) 53 (NDS) 50           |
| 톰 클랜시의 스플린터 셀: 에센셜        | -          | (PSP) 58                                                       |
| 톰 클랜시의 스플린터 셀: 더블 에이전트 | -          | (Xbox) 89 (X360) 85 (PS2) 84 (PC) 80 (PS3) 78 (GC) 64 (Wii) 61 |
| 톰 클랜시의 스플린터 셀: 컨빅션        | -          | (X360) 85 (PC) 83                                              |
| 톰 클랜시의 스플린터 셀: 블랙리스트    | -          | (PS3) 84 (X360) 82 (PC) 82 (WIIU) 75                           |

유비소프트는 유비소프트 몬트리올과 유비소프트 상하이가 번갈아가며 시리즈를 개발하게 하고 있다.
- 《톰 클랜시의 스플린터 셀》 (2002년) 유비소프트 몬트리올
- 《톰 클랜시의 스플린터 셀: 판도라 투머로》 (2004년) 유비소프트 상하이
- 《톰 클랜시의 스플린터 셀: 혼돈 이론》 (2005년) 유비소프트 몬트리올
- 《톰 클랜시의 스플린터 셀: 에센셜》 (2006년) 유비소프트 몬트리올
- 《톰 클랜시의 스플린터 셀: 더블 에이전트》 (2006년) 유비소프트 상하이 (7세대 게임기)/유비소프트 몬트리올 (6세대 게임기)
- 《톰 클랜시의 스플린터 셀: 컨빅션》 (2010년) 유비소프트 몬트리올
- 《톰 클랜시의 스플린터 셀: 블랙리스트》 (2013년) 유비소프트 토론토

한국어판은 북한을 소재로 한 〈혼돈 이론〉과 PSP 버전인 〈에센셜〉을 제외하고 모두 대한민국에서 정식 발매되었다.

## 소설
소설판은 데이빗 마이클스라는 필명의 두 작가가 썼다. 처음의 두 편은 제임스 본드 소설을 몇편 쓴 적 있는 미국 작가 레이먼드 벤슨이 썼다.
- 《톰 클랜시의 스플린터 셀》 (2004년)
- 《톰 클랜시의 스플린터 셀: 오퍼레이션 바라쿠다》 (2005년)
- 《톰 클랜시의 스플린터 셀: 체크메이트》 (2006년)
- 《톰 클랜시의 스플린터 셀: 폴아웃》 (2007년)

## 같이 보기
- 샘 피셔
- 톰 클랜시

## 참조
1. ↑  “Tom Clancy's Splinter Cell Reviews”. 메타크리틱. 2011년 4월 19일에 확인함.
2. ↑  “Tom Clancy's Splinter Cell Reviews”. 메타크리틱. 2011년 4월 19일에 확인함.
3. ↑  “Tom Clancy's Splinter Cell Reviews”. 메타크리틱. 2011년 4월 19일에 확인함.
4. ↑  “Tom Clancy's Splinter Cell Reviews”. 메타크리틱. 2011년 4월 19일에 확인함.
5. ↑  “Tom Clancy's Splinter Cell Reviews”. 메타크리틱. 2011년 4월 19일에 확인함.
6. ↑  “Tom Clancy's Splinter Cell: Pandora Tomorrow Reviews”. 메타크리틱. 2011년 4월 19일에 확인함.
7. ↑  “Tom Clancy's Splinter Cell: Pandora Tomorrow Reviews”. 메타크리틱. 2011년 4월 19일에 확인함.
8. ↑  “Tom Clancy's Splinter Cell: Pandora Tomorrow Reviews”. 메타크리틱. 2011년 4월 19일에 확인함.
9. ↑  “Tom Clancy's Splinter Cell: Pandora Tomorrow Reviews”. 메타크리틱. 2011년 4월 19일에 확인함.
10. ↑  “Tom Clancy's Splinter Cell: Pandora Tomorrow Reviews”. 메타크리틱. 2011년 4월 19일에 확인함.
11. ↑  “Tom Clancy's Splinter Cell: Chaos Theory Reviews”. 메타크리틱. 2011년 4월 19일에 확인함.
12. ↑  “Tom Clancy's Splinter Cell: Chaos Theory Reviews”. 메타크리틱. 2011년 4월 19일에 확인함.
13. ↑  “Tom Clancy's Splinter Cell: Chaos Theory Reviews”. 메타크리틱. 2011년 4월 19일에 확인함.
14. ↑  “Tom Clancy's Splinter Cell: Chaos Theory Reviews”. 메타크리틱. 2011년 4월 19일에 확인함.
15. ↑  “Tom Clancy's Splinter Cell 3D Reviews”. 메타크리틱. 2011년 4월 19일에 확인함.
16. ↑  “Tom Clancy's Splinter Cell: Chaos Theory Reviews”. 메타크리틱. 2011년 4월 19일에 확인함.
17. ↑  “Tom Clancy's Splinter Cell: Essentials Reviews”. 메타크리틱. 2011년 4월 19일에 확인함.
18. ↑  “Tom Clancy's Splinter Cell: Double Agent Reviews”. 메타크리틱. 2011년 4월 19일에 확인함.
19. ↑  “Tom Clancy's Splinter Cell: Double Agent Reviews”. 메타크리틱. 2011년 4월 19일에 확인함.
20. ↑  “Tom Clancy's Splinter Cell: Double Agent Reviews”. 메타크리틱. 2011년 4월 19일에 확인함.
21. ↑  “Tom Clancy's Splinter Cell: Double Agent Reviews”. 메타크리틱. 2011년 4월 19일에 확인함.
22. ↑  “Tom Clancy's Splinter Cell: Double Agent Reviews”. 메타크리틱. 2011년 4월 19일에 확인함.
23. ↑  “Tom Clancy's Splinter Cell: Double Agent Reviews”. 메타크리틱. 2011년 4월 19일에 확인함.
24. ↑  “Tom Clancy's Splinter Cell: Double Agent Reviews”. 메타크리틱. 2011년 4월 19일에 확인함.
25. ↑  “Tom Clancy's Splinter Cell: Conviction Reviews”. 메타크리틱. 2011년 4월 19일에 확인함.
26. ↑  “Tom Clancy's Splinter Cell: Conviction Reviews”. 메타크리틱. 2011년 4월 19일에 확인함.
27. ↑  “Tom Clancy's Splinter Cell: Blacklist Reviews”. 메타크리틱. 2013년 10월 21일에 확인함.
28. ↑  “Tom Clancy's Splinter Cell: Blacklist Reviews”. 메타크리틱. 2013년 10월 21일에 확인함.
29. ↑  “Tom Clancy's Splinter Cell: Blacklist Reviews”. 메타크리틱. 2013년 10월 21일에 확인함.
30. ↑  “Tom Clancy's Splinter Cell: Blacklist Reviews”. 메타크리틱. 2013년 10월 21일에 확인함.
31. ↑  “Raymond Benson announcing himself as writer of Splinter Cell”. 2012년 6월 6일에 원본 문서에서 보존된 문서. 2007년 8월 1일에 확인함.